# Delegación del Gobierno para el Plan Nacional sobre Drogas
La Delegación del Gobierno para el Plan Nacional sobre Drogas (DGPNSD) de España es el órgano directivo del Ministerio de Sanidad, adscrito a la Secretaría de Estado de Sanidad, al que le corresponde la dirección, impulso, coordinación general y supervisión de los servicios encargados de la actualización y ejecución del Plan Nacional sobre Drogas.
En el ámbito de las competencias del Ministerio de Sanidad, bajo la superior dirección de la persona titular de la Secretaría de Estado de Sanidad, asume el impulso de las políticas de reducción de la demanda del consumo de drogas y de los programas de prevención, tratamiento, incorporación social y reducción de daños relacionados con conductas adictivas.

## Historia
La Delegación del Gobierno para el Plan Nacional sobre Drogas se creó por Real Decreto de 11 de septiembre de 1985 integrada en el Ministerio de Sanidad y Consumo. Originalmente se constituyó como un órgano unipersonal con rango de subsecretario, apoyado por un gabinete técnico y con el objetivo de coordinar las actuaciones relativas al Plan. Un año más tarde, se crea una subdirección general y en 1990 se crea la figura del Adjunto al Delegado, que fue suprimida en 1992.
Desde 1991 la estructura se institucionaliza, con un Adjunto del que dependen dos subdirecciones generales, una para las relaciones institucionales y otra para cooperación y asesoramiento. Asimismo, se suprimieron la subdirección general original de la delegación y el gabinete técnico. En 1992, se suprimió la figura del Adjunto (con rango de director general) y se creó la Dirección General del Plan Nacional sobre Drogas de la que dependían hasta tres subdirecciones generales.
En 1993 se traspasa la delegación al Ministerio de Asuntos Sociales, que lo eleva a rango de Secretaría de Estado. Igualmente, se crea un gabinete con rango de dirección general y se mantiene la ya existente dirección general. Sin embargo, unas semanas más tarde se traspasa ésta al Ministerio del Interior con el objetivo de «de dotar a dicho órgano de los instrumentos de coordinación necesarios para desarrollar una acción integrada en materia de drogas que comprenda tanto la persecución de su tráfico como la prevención y rehabilitación». Con esta nueva adscripción se crean dos nuevos gabinetes, uno para evaluación y seguimiento y otro para análisis y coordinación y el Consejo Superior de Lucha contra el Tráfico de Drogas y el Blanqueo de Capitales y el Grupo de Asesoramiento y Asistencia en las Operaciones de Lucha contra el Tráfico de Drogas y el Blanqueo de Capitales. En 1996, aún en Interior, se rebaja su rango a subsecretaría y se suprime la dirección general, creando dos subdirecciones generales. En el 2000 se recupera además la Subdirección General del Plan Nacional sobre Drogas (activa entre 1985 y 1991).
En 2004, se vuelve a integrar en el Ministerio de Sanidad y Consumo y se fija su categoría en dirección general, se renombran sus tres subdirecciones y se suprimen los gabinetes, estableciéndose una estructura que se mantiene en el actual Ministerio de Sanidad.

## Funciones y actividad
Las funciones de la Delegación del Gobierno se regulan en el artículo 7 del Real Decreto 718/2024, de 23 de julio, y son:
- Prestar apoyo técnico a la secretaría de la Conferencia Sectorial del Plan Nacional sobre Drogas, preparando y coordinando todos los asuntos que hayan de someterse a este órgano colegiado, velar por la ejecución de todos sus acuerdos, así como ejercer la coordinación en este ámbito entre órganos y unidades de los distintos departamentos ministeriales.
- Impulsar y coordinar las relaciones con las diferentes Administraciones e instituciones tanto públicas como privadas, incluyendo las organizaciones no gubernamentales, que desarrollen actividades en el ámbito del Plan Nacional sobre Drogas, prestándoles el apoyo técnico necesario.
- Elaborar y proponer, para su aprobación por el órgano competente, las Estrategias Nacionales sobre Adicciones y los planes de acción que las desarrollen, así como sus modificaciones. Para el cumplimiento de las prioridades y objetivos básicos establecidos en las Estrategias y planes, coordinará las actuaciones de los Departamentos ministeriales, de los órganos competente en la materia de otras Administraciones Públicas y de sus organismos y entidades públicos dependientes, así como las actuaciones de los agentes sociales o entidades del tercer sector social.
- Realizar y coordinar en el territorio español actividades de recogida y análisis de datos y de difusión de la información, tanto de carácter estadístico como epidemiológico, sobre el consumo de drogas y las toxicomanías, así como sobre otras adicciones, definiendo, a tales efectos, indicadores y criterios, actuando como Observatorio Español de las Drogas y las Adicciones, sin perjuicio de las competencias que en sus respectivos ámbitos territoriales puedan ejercer las comunidades autónomas sobre la materia, de acuerdo con sus Estatutos de Autonomía.
- Elaborar y dirigir la encuesta estatal sobre el uso de drogas en la enseñanza secundaria y la encuesta domiciliaria sobre alcohol y drogas en España y otras encuestas sobre drogas y adicciones, así como recoger y elaborar la información de los indicadores que componen el Sistema Estatal de Información sobre Drogas y Adicciones.
- Dirigir el Centro de Documentación del Plan Nacional sobre Drogas que sirve de referencia documental e informativa en el campo de las adicciones.
- Coordinar el Sistema Español de Alerta Temprana sobre Nuevas Sustancias Psicoactivas, sus protocolos de actuación y la elaboración de la información y alertas para su difusión y actuar como interlocutor y responsable del intercambio de información con el Sistema de Alerta Temprana sobre Nuevas Sustancias Psicoactivas de la Unión Europea.

La actividad de la Delegación del Gobierno se recoge en un informe memoria anual que compila datos e información.

## Estructura y otras funciones
De la Delegación del Gobierno dependen los siguientes órganos, a través de los cuales ejerce el resto de sus funciones:
- La Subdirección General de Coordinación de Programas, que desarrolla las funciones relativas a fomentar, analizar, proponer y gestionar, en el ámbito de sus competencias, programas de prevención e incorporación social en el ámbito de las adicciones, en coordinación con las distintas instituciones que participan en el Plan Nacional sobre Drogas; impulsar la participación de las empresas y entidades sociales en las actividades del Plan Nacional sobre Drogas, promoviendo la incorporación de programas sobre adicciones al desarrollo de la responsabilidad social corporativa; impulsar y fomentar la formación dirigida a profesionales sanitarios y a otros profesionales en los distintos aspectos relacionados con las adicciones, sin perjuicio de las competencias de las comunidades autónomas; fomentar en el ámbito estatal la actividad investigadora en materia de drogas y de otras adicciones y proponer las líneas prioritarias de investigación que se consideren de interés para los objetivos del Plan Nacional sobre Drogas; y promover sistemas de evaluación de programas de prevención, tratamiento e incorporación social y aplicar estos sistemas a los programas y a las actividades financiadas con cargo al Plan Nacional sobre Drogas.
- La Subdirección General de Relaciones Institucionales, que se encarga, en colaboración con la Secretaría General Técnica, coordinar la posición nacional, participando en las reuniones de los organismos internacionales correspondientes, e intervenir en la aplicación de los acuerdos que se deriven de aquellas y, en especial, de las que se desarrollen en el marco de la cooperación en el seno de la Unión Europea, en materia de drogas, ejerciendo la coordinación general entre las Unidades de los distintos Departamentos ministeriales que lleven a cabo actuaciones en tales campos, sin perjuicio de las atribuciones que estos tengan reconocidas y de la unidad de representación y actuación del Estado en el exterior, atribuida al MAEUEC; y servir como órgano estatal de comunicación con la Agencia Europea de Drogas (EUDA) en el ejercicio de las competencias que esta tiene reconocidas en la normativa comunitaria, lo que se traduce de manera concreta en ser el Punto Focal Español a nivel operativo.
- La Subdirección General de Gestión, a la que le corresponde colaborar en la gestión y administración de todos los recursos humanos, económicos y técnicos de la Delegación del Gobierno, con los órganos superiores o directivos del Departamento con competencias en los asuntos; administrar, gestionar y enajenar, bajo la dirección y supervisión de la Mesa de Coordinación de Adjudicaciones, los bienes integrados en el Fondo de bienes decomisados por tráfico ilícito de drogas y otros delitos relacionados, regulado por la Ley 17/2003, de 29 de mayo, y prestar apoyo técnico y material a dicha mesa; y colaborar con la Dirección General de Seguridad Jurídica y Fe Pública, dependiente del Ministerio de Justicia, en sus funciones como Oficina de Recuperación y Gestión de Activos; y gestionar la Orden al Mérito del Plan Nacional sobre Drogas

La Delegación cuenta además con una Unidad de Apoyo y con el Observatorio Español de las Drogas y las Adicciones (OEDA).

## Plan Nacional sobre Drogas
El Plan Nacional sobre Drogas (PNSD) es una iniciativa del Gobierno de España nacida en 1985 que tiene como objetivo coordinar y potenciar las políticas que, en materia de drogas, se llevan a a cabo desde las distintas Administraciones Públicas y entidades sociales del país. Esto lo hace a través de un órgano directivo, la Delegación del Gobierno para el Plan Nacional sobre Drogas (DGPNSD).

### Estrategia Nacional sobre Adicciones
La Estrategia Nacional sobre Adicciones es el instrumento por medio del cual se actualiza, de forma periódica, el PNSD. Es, en definitiva, el marco político general que establece, en el concreto periodo de aplicación de aquélla, las prioridades y los objetivos básicos en la materia que deberán tener en cuenta, respetar y cumplir, de acuerdo con sus respectivas competencias y en sus ámbitos territoriales respectivos, todas las Administraciones Públicas.
La Estrategia es elaborada y coordinada en su ejecución por la Delegación del Gobierno para el Plan Nacional sobre Drogas, con la colaboración obligatoria de los ministerios representados en la Conferencia Sectorial del Plan Nacional sobre Drogas y en el Consejo Español de Drogodependencias y otras Adicciones, así como de aquellos otros órganos administrativos de la Administración General del Estado y de los organismos y entidades dependientes de ella, cuya colaboración, en su caso, se considere necesaria.
La actual estrategia fue aprobada por el Consejo de Ministros en febrero de 2018 y tiene una duración de siete años (2017-2024). Posee tres objetivos generales:
- Disminuir los daños asociados al consumo de sustancias con potencial adictivo y los ocasionados por las adicciones comportamentales.
- Disminuir la presencia y el consumo de sustancias con potencial adictivo y las adicciones comportamentales.
- Retrasar la edad de inicio a las adicciones.

Para su desarrollo, existen Planes de Acción.

### Órganos

#### Consejo Español de Drogodependencias y otras Adicciones
El Consejo Español de Drogodependencias y otras Adicciones (CEDOA) es el órgano colegiado de consulta y asesoramiento que tiene como objetivo mejorar la calidad técnica en la definición y ejecución de las políticas y actuaciones estatales de control de la oferta y reducción de la demanda de drogas, así como de otras adicciones, y de sus perjudiciales efectos en la vida de las personas y en la sociedad, que se promuevan, coordinen o lleven a cabo por la Delegación del Gobierno. Cuenta con diversos grupos de trabajo, formados por expertos, que presentan al Consejo conclusiones y recomendaciones a partir de sus reuniones.
Se creó en 2014 y sustituyó al Grupo interministerial para el Plan Nacional sobre Drogas y al Consejo Asesor del Observatorio Español de la Droga y las Toxicomanías.
Con fecha de 2022, el Consejo es presidido por el titular de la Secretaría de Estado de Sanidad y la vicepresidencia es ejercida por el titular de la Delegación del Gobierno. Asimismo, son vocales del Consejo representantes de la Delegación del Gobierno, de la Dirección General de Salud Pública, del Ministerio del Interior, del Ministerio de Justicia, del Ministerio de Trabajo, del Ministerio de Educación, del Ministerio de Política Territorial, del Ministerio de Asuntos Exteriores, del Ministerio de Derechos Sociales, del Ministerio de Consumo, de las Comunidades Autónomas, de las Entidades locales, de la Fiscalía General del Estado y de los principales agentes sociales y de la comunidad científica.

#### Conferencia Sectorial de Drogas
Es el órgano de decisión política. Se integra por el ministro de Sanidad, representantes de la Administración General del Estado y los consejeros de los Gobiernos autonómicos responsables en la materia. Cuenta con una Comisión Sectorial (anteriormente Comisión Interautonómica de Drogas), de carácter más técnico, que prepara sus trabajos. 
Ésta es presidida por el Delegado del Gobierno y está formada por los responsables de los planes sobre drogas y adiciones que existen en las comunidades y ciudades autónomas españolas, con el equipo de dirección de la Delegación del Gobierno. 

## Lista de delegados
1. Miguel Solans Soteras (1985-1992)[20]
2. Jesús García-ViIloslada Quintanilla (1992-1993)[21]
3. Baltasar Garzón Real (1993-1994)[22]
4. Carlos López Riaño (1994-1996)[23]
5. Gonzalo Robles Orozco (1996-2003)[24]
6. César Pascual Fernández (2003-2004)[25]
7. Carmen Moya García (2004-2010)[26]
8. Nuria Espí de Navas (2010-2012)[27]
9. Francisco de Asís Babín Vich (2012-2018)[28]
10. María Azucena Martí Palacios (2018-2020)[29]
11. Juan Ramón Villalbí Hereter (2020-)[30]